# 印第安黑德公園 (伊利諾伊州)
印第安黑德公園（英語：Indian Head Park）是位於美國伊利諾伊州庫克縣的一個村落。

## 地理
印第安黑德公園的座標為41°46′07″N 87°53′51″W / 41.76861°N 87.89750°W，而該地最高點為海拔高度212米（即696英尺）。

## 人口
根據2010年美國人口普查的數據，印第安黑德公園的面積為2.43平方千米，當中陸地面積為2.41平方千米，而水域面積為0.02平方千米。當地共有人口3809人，而人口密度為每平方千米1,567人。